# Peppino Impastato
Giuseppe Peppino Impastato (Cinisi, Palermo, Italia, 5 de enero de 1948 - ibídem, 9 de mayo de 1978) fue un militante comunista italiano, cuyo asesinato fue instigado por el capo mafia Gaetano Badalamenti.

## Familia
Nació a las afueras de la ciudad de Palermo, en Sicilia. Procedía de una familia mafiosa: su padre, Luigi (Cinisi, 6 de octubre de 1905 - Cinisi, 19 de septiembre de 1977) era un criminal mafioso que fue encarcelado durante tres años durante el período fascista,
su tío y otros parientes también eran mafiosos, y el cuñado del padre había sido Cesare Manzella, capo de la mafia que fue asesinado con un coche bomba en 1963.
Su madre se llamaba Felicia Bartolotta Impastato (Cinisi, 24 de mayo de 1916 - Cinisi, 7 de diciembre de 2004), y fue una activista antimafia, que pasó toda su vida tratando que se hiciera justicia, enjuiciando, condenando y encarcelando al asesino de su hijo, el capo mafia Gaetano "Tano" Badalamenti, amigo de Luigi.

## Activista y político

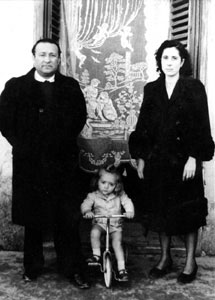
Peppino Impastato con su padre y su madre.

Cuando era joven rompió con su padre, que lo expulsó de casa, y emprende, entonces, una actividad político-cultural en contra de la mafia. En 1965 funda el boletín L'Idea Socialista y se adhiere al PSIUP.
De 1968 en adelante participa, como dirigente, en las actividades de los grupos de Nuova Sinistra (Nueva Izquierda). Conduce las luchas de los campesinos expropiados por la construcción de la tercera pista del aeropuerto de Palermo, en territorio de Cinisi, de los albañiles y de los desocupados.
En 1975 crea el grupo Música y Cultura, que desarrolla actividades culturales (cine fórum, música, teatro, debates, etc.). En 1976 funda Radio Aut, radio libre autofinanciada, a través de la cual denuncia los delitos y los negocios de los mafiosos de Chínisi y Terrasini, en especial del capo de la mafia Gaetano Badalamenti, que desempeñaba un papel de primer orden en el tráfico internacional de droga, mediante el control del aeropuerto. El programa con mayor audiencia era Onda Pazza (‘onda loca’), transmisión satírica que se reía de mafiosos y políticos.
En 1978 se presenta como candidato en la lista de Democrazia Proletaria para las elecciones municipales.

## Asesinato

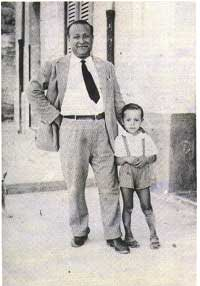
Peppino Impastato con su padre.

Es asesinado la noche del 8 al 9 de mayo de 1978, en el curso de la campaña electoral. Su cuerpo sin vida fue colocado en la vías del tren con una carga explosiva que destruyó el cuerpo y parte de la vía férrea.
Tras el asesinato, como demostración de afecto y en recuerdo de su lucha contra la mafia, la mayoría de los electores de Cinisi votaron por él, eligiéndolo simbólicamente para el Consejo municipal. En esta época Italia estaba sumida en un periodo duro conocido como Anni di piombo (años de plomo) caracterizado por la crisis económica de los 70, las acciones de la mafia en el sur del país, los atentados terroristas de grupos neofascistas (culminados con la matanza de Bolonia en 1980) y los atentados terroristas de grupos comunistas como las Brigadas Rojas. El mismo día del asesinato de Peppino se descubrió el cuerpo del ex-presidente del Consejo de Ministros italiano Aldo Moro en Vía Caetani. Aldo había secuestrado por las Brigadas Rojas días atrás.
Todos los medios de comunicación, las fuerzas del orden y la magistratura ―comprados por la mafia― lo culpan del acto terrorista y lo hacen aparecer como responsable del atentado, que se habría convertido en víctima del mismo. En el diario se presenta una carta supuestamente escrita por Impastato muchos meses antes, en la que él afirma que se suicidará.

## Juicio
Gracias a las actuaciones de su hermano, Giovanni Impastato, y de su madre, Felicia Bartolotta Impastato (que rompen públicamente con la familia mafiosa), de los compañeros de militancia y del Centro Siciliano de Documentación de Palermo, fundado en 1977 y que en 1980 toma el nombre de Giuseppe Impastato, se descubre la raíz mafiosa del delito. Sobre la base de la documentación recogida y de las denuncias presentadas vuelve a abrirse la investigación judicial.
El 9 de mayo de 1979, el Centro Siciliano de documentación organiza, con Democracia Proletaria, la primera manifestación nacional contra la mafia de la historia de Italia, en la que participarán 2000 personas procedentes de todo el país.
En mayo de 1984, la Oficina de Instrucción del Tribunal de Palermo, sobre la base de las indicaciones del Consejero Instructor Rocco Chinnici, que había puesto en marcha el trabajo del primer pool antimafia y había sido asesinado en julio de 1983, emite una sentencia, firmada por el Consejero Instructor Antonino Caponnetto, en la que se reconoce la matriz mafiosa del delito atribuido sin embargo a desconocidos. El Centro Impastato publica en 1986 la historia de la vida de la madre de Giuseppe Impastato, en el libro La mafia in casa mia, y el dossier Notissimi ignoti (Conocidísimos desconocidos), señalando como mandante del delito a Gaetano Badalamenti, que había sido condenado a 45 años de reclusión por tráfico de droga por la Corte de Nueva York, en el proceso "Pizza Connection". En enero de 1988 el Tribunal de Palermo envía una comunicación judicial a Badalamenti.
En mayo de 1992, el Tribunal de Palermo decide archivar el caso Impastato confirmando la matriz mafiosa del delito, pero excluyendo la posibilidad de individualizar a los culpables e hipotizando la posible responsabilidad de los mafiosos de Cinisi, aliados de los corleoneses. En mayo de 1994, el Centro Impastato presenta una instancia para la reapertura de la investigación, acompañada por una petición popular, solicitando que sea interrogado sobre el delito Impastato el nuevo colaborador de la justicia Salvatore Palazzolo, afiliado a la mafia de Cinisi. En marzo de 1996, la madre, el hermano y el Centro Impastato presentan un manifiesto en el que piden que se investigue sobre los episodios no esclarecidos, relacionados en particular con el comportamiento de los carabineros inmediatamente después del delito.

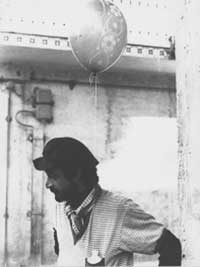
Peppino Impastato en Roma.

En junio de 1996, después de las declaraciones de Palazzolo, que señalan a Badalamenti como responsable del homicidio junto a su compañero Vito Palazzolo, la investigación formalmente se reabre. En noviembre de 1997, se emite una orden de captura de Badalamenti. El 10 de marzo de 1999 tiene lugar la audiencia preliminar del proceso contra Vito Palazzolo, en tanto que la posición de Badalamenti es eliminada. Los familiares, el Centro Impastato, Refundación Comunista, el ayuntamiento de Cinisi y la Orden de Periodistas solicitan constituirse en parte civil del proceso y su petición es aceptada. El 23 de noviembre de 1999, Gaetano Badalamenti renuncia a la audiencia preliminar y pide el juicio inmediato. En la audiencia del 26 de enero de 2000, la defensa de Vito Palazzolo solicita que se proceda con el rito abreviado, mientras el proceso contra Gaetano Badalamenti tiene lugar con el rito normal y en vídeoconferencia.
El 4 de mayo, en el procedimiento contra Palazzolo, y el 21 de septiembre, en el proceso contra Badalamenti, son rechazadas las demandas de constitución como parte civil del Centro Impastato, de Refundación Comunista y de la Orden de Periodistas.
En 1998, en la Comisión Parlamentaria antimafia se constituye un comité sobre el caso Impastato, y el 6 de diciembre de 2000 es aprobada una memoria sobre las responsabilidades de los representantes de las instituciones en las investigaciones. El 5 de marzo de 2001, la Audiencia de lo criminal reconoce a Vito Palazzolo culpable y lo condena a 30 años de reclusión. El 11 de abril de 2002, Gaetano Badalamenti es condenado a cadena perpetua.

## Cine y música
En honor a la vida de Peppino se hizo la película I cento passi (Los cien pasos) de Marco Tullio Giordana, con Luigi Lo Cascio desempeñando el papel de Impastato. La película es una reconstrucción bastante libre de la vida de Peppino, y los cien pasos que separaban su casa de la del jefe de Gaetano Badalamenti son realmente sólo una metáfora utilizada por el director.
Modena City Ramblers grabó una canción titulada "I Cento Passi" en homenaje a Impastato, incluida en su disco ¡Viva la vida, muera la muerte!.

È nato nella terra dei vespri e degli aranci,

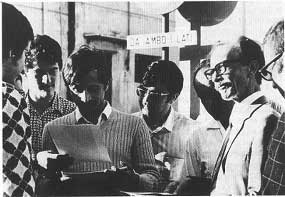
Peppino Impastato en la asociación Círculo Che Guevara.

tra Cínisi e Palermo parlava alla sua radio.

Negli occhi si leggeva la voglia di cambiare,

la voglia di giustizia che lo portò a lottare.

Aveva un cognome ingombrante e rispettato,

di certo in quell'ambiente da lui poco onorato.

Si sá dove si nasce ma non come si muore,

e non se un'ideale ti porterà dolore.

Ma la tua vita adesso puoi cambiare

solo se sei disposto a camminare,

gridando forte senza aver paura,

contando cento passi lungo la tua strada.

Allora,

uno, due, tre, quattro, cinque, dieci, cento passi!

uno, due, tre, quattro, cinque, dieci, cento passi!

uno, due, tre, quattro, cinque, dieci, cento passi!

uno, due, tre, quattro, cinque, dieci, cento passi!
De la canción I cento passi (‘los cien pasos’), interpretada por la banda Modena City Ramblers

La banda italiana Talco escribió el álbum La Cretina Conmedia en 2010 contando la biografía de Peppino. El álbum es considerado uno de los mejores de la banda.